# Matzerath
Matzerath település Németországban, Rajna-vidék-Pfalz tartományban. Lakosainak száma 48 fő (2023. december 31.).

## Népesség
A település népességének változása:
| Lakosok száma | 89   | 54   | 52   | 48   | 49   | 48   |
|               | 1975 | 2017 | 2019 | 2021 | 2022 | 2023 |